# Raman Petrusjenka
Raman Ivanavitj Petrusjenka (belarusiska: Раман Іванавіч Петрушэнка; ryska: Роман Иванович Петрушенко: Roman Ivanovitj Petrusjenko), född den 25 december 1980 i Kalinkavytjy i Vitryska SSR i Sovjetunionen (nu Kalinkavytjy i Belarus), är en belarusisk kanotist.
Petrusjenka tog OS-brons i K-2 500 meter  i samband med de olympiska kanottävlingarna 2004 i Aten.
Han tog OS-guld i K-4 1000 meter och ett nytt OS-brons i K-2 500 meter i samband med de olympiska kanottävlingarna 2008 i Peking.
Han tog därefter OS-silver i K-2 200 meter i samband med de olympiska kanottävlingarna 2012 i London.